# Calle (Abegondo)
Calle (llamada oficialmente A Calle) es una aldea española situada en la parroquia de Sarandones, del municipio de Abegondo, en la provincia de La Coruña, Galicia.

## Demografía
| Gráfica de evolución demográfica de Calle entre 1999 y 2018 |
|                                                             |
| Datos según el nomenclátor publicado por el INE.            |